# Alexandrov-Raum
Alexandrov-Räume sind metrische Räume, die in der Differentialgeometrie und in der Topologie von wesentlicher Bedeutung sind.
Ein Alexandrov-Raum ist ein vollständiger Längenraum mit unterer Krümmungschranke und endlicher Hausdorff-Dimension. Sie sind nach Alexander Danilowitsch Alexandrow benannt.

## Definition
Ein metrischer Raum {\displaystyle X} heißt Längenraum, falls der Abstand je zweier Punkte in {\displaystyle X} gegeben ist durch das Infimum der Längen aller (stetigen) Kurven, die diese Punkte miteinander verbinden. Eine kürzeste Geodätische {\displaystyle {\overline {xy}}} zwischen zwei Punkten {\displaystyle x,y\in X} ist eine nach Bogenlänge parametrisierte Kurve von {\displaystyle x} nach {\displaystyle y}, deren Länge mit dem Abstand {\displaystyle |xy|} dieser Punkte übereinstimmt.
Ein Dreieck {\displaystyle x,y,z} in einem Längenraum {\displaystyle X} wird bestimmt durch drei Punkte {\displaystyle x,y,z\in X} und drei kürzeste Geodätische {\displaystyle {\overline {xy}},{\overline {xz}},{\overline {yz}}}. Bezeichnet für eine gegebene reelle Zahl {\displaystyle \kappa } das Symbol {\displaystyle S_{\kappa }} die zweidimensionale Fläche konstanter Krümmung {\displaystyle \kappa }, so versteht man unter einem {\displaystyle (\kappa -)} Vergleichsdreieck für ein Dreieck {\displaystyle xyz\in X} ein Dreieck 
{\displaystyle {\tilde {x}}{\tilde {y}}{\tilde {z}}} in {\displaystyle S_{\kappa }}, dessen Seitenlängen mit den jeweiligen Seitenlängen des Dreiecks {\displaystyle xyz} übereinstimmen. Vergleichsdreiecke existieren und sind für {\displaystyle \kappa \leq 0} oder für {\displaystyle \kappa >0} und 
{\displaystyle |xy|+|yz|+|xz|<{\frac {2\pi }{\sqrt {\kappa }}}}
bis auf Kongruenz eindeutig bestimmt.
Ein Längenraum {\displaystyle X} heißt Raum mit unterer Krümmungsschranke {\displaystyle \kappa }, oder kurz Raum mit {\displaystyle K\geq \kappa }, falls jeder Punkt {\displaystyle x\in X} eine Umgebung {\displaystyle U_{x}} besitzt, so dass für je vier Punkte {\displaystyle a,b,c,d\in U_{x}} die Vergleichswinkel von {\displaystyle a} in den entsprechenden Vergleichsdreiecken in {\displaystyle S_{\kappa }} die folgende Ungleichung erfüllen:
{\displaystyle {\tilde {\measuredangle }}bac+{\tilde {\measuredangle }}cad+{\tilde {\measuredangle }}dab\leq 2\pi }
Ist der Längenraum {\displaystyle X} eine eindimensionale Mannigfaltigkeit und {\displaystyle \kappa >0}, so verlangt man aus Konsistenzgründen zusätzlich, dass in diesem Fall der Durchmesser den Wert {\displaystyle {\frac {\pi }{\sqrt {\kappa }}}} nicht überschreitet. Es gilt dann in Verallgemeinerung der Sätze von Toponogov und Bonnet-Myers:
Der Durchmesser eines vollständigen Raumes mit {\displaystyle K\geq \kappa >0} beträgt höchstens {\displaystyle {\frac {\pi }{\sqrt {\kappa }}}}.
Kehrt man in der obigen Ungleichung das Ungleichheitszeichen um, erhält man die Definition eines Raumes mit oberer Krümmungsschranke {\displaystyle K\leq \kappa }.
Ist {\displaystyle X} ein Raum mit {\displaystyle K\leq \kappa } und vollständig, so gilt die obige Ungleichung global, also für beliebige (verschiedene) Punkte {\displaystyle a,b,c,d\in X}.
Für lokalkompakte Räume stimmt die oben gegebene Definition von {\displaystyle K\leq \kappa } mit der üblichen Abstandsvergleichsdefinition überein, nach der ein lokalkompakter Längenraum {\displaystyle X} ein Raum mit unterer Krümmungsschranke {\displaystyle \kappa } ist, falls jeder Punkt {\displaystyle x\in X} eine Umgebung {\displaystyle U_{x}} besitzt, so dass für jedes Dreieck {\displaystyle xyz} in {\displaystyle U_{x}}  und je zwei Punkte {\displaystyle y_{0}\in {\overline {xy}},z_{0}\in {\overline {xz}}} die Abstandsgleichung 
{\displaystyle |y_{0}z_{0}|\leq |{\tilde {y_{0}}}{\tilde {z_{0}}}|}
erfüllt ist, wobei {\displaystyle {\tilde {y_{0}}}} und {\displaystyle {\tilde {z_{0}}}} den Punkten {\displaystyle y_{0}} und {\displaystyle z_{0}} entsprechende Punkte im zum Dreieck {\displaystyle xyz} korrespondierenden {\displaystyle \kappa }-Vergleichsdreieck bezeichnen. 
Erste Beispiele von Räumen mit {\displaystyle K\leq \kappa } sind gegeben durch Riemannsche Mannigfaltigkeiten mit Schnittkrümmung {\displaystyle Sec\leq \kappa } sowie Quotienten von Räumen mit {\displaystyle K\leq \kappa } im allgemeinen metrische und/oder topologische Singularitäten auf (?).
Oftmals bezeichnet man Räume mit einer unteren Krümmungsschranke {\displaystyle K\leq \kappa } synonym auch als Alexandrov-Räume.
(Definition zitiert aus, s. auch Weblink)

## Besonderes
Jeder Punkt eines Alexandrov-Raumes besitzt eine offene Umgebung, welche zum Tangentialkegel dieses Punktes homöomorph ist. Ferner gilt: Ein
Alexandrov-Raum besitzt eine Stratifikation in topologische Mannigfaltigkeiten. Die Strata der Dimension {\displaystyle l} bestehen aus den Punkten, deren Tangentialkegel
homöomorph ist zum Produkt eines Kegels mit einem euklidischen Raum {\displaystyle \mathbb {R} ^{k}} einer Dimension {\displaystyle k\leq l}.